# Rampla Juniors
A Rampla Juniors egy 1914-ben alapított uruguayi labdarúgócsapat, melynek székhelye Montevideo városában található.

## Története
1927-ben a csapat megnyerte a nemzeti bajnokságot. Azóta is ez a klub legnagyobb sikere. 80 esztendővel később, 2007-ben a második helyen végeztek a bajnoki tabellán.

### Az 1927-es bajnokcsapat tagjai

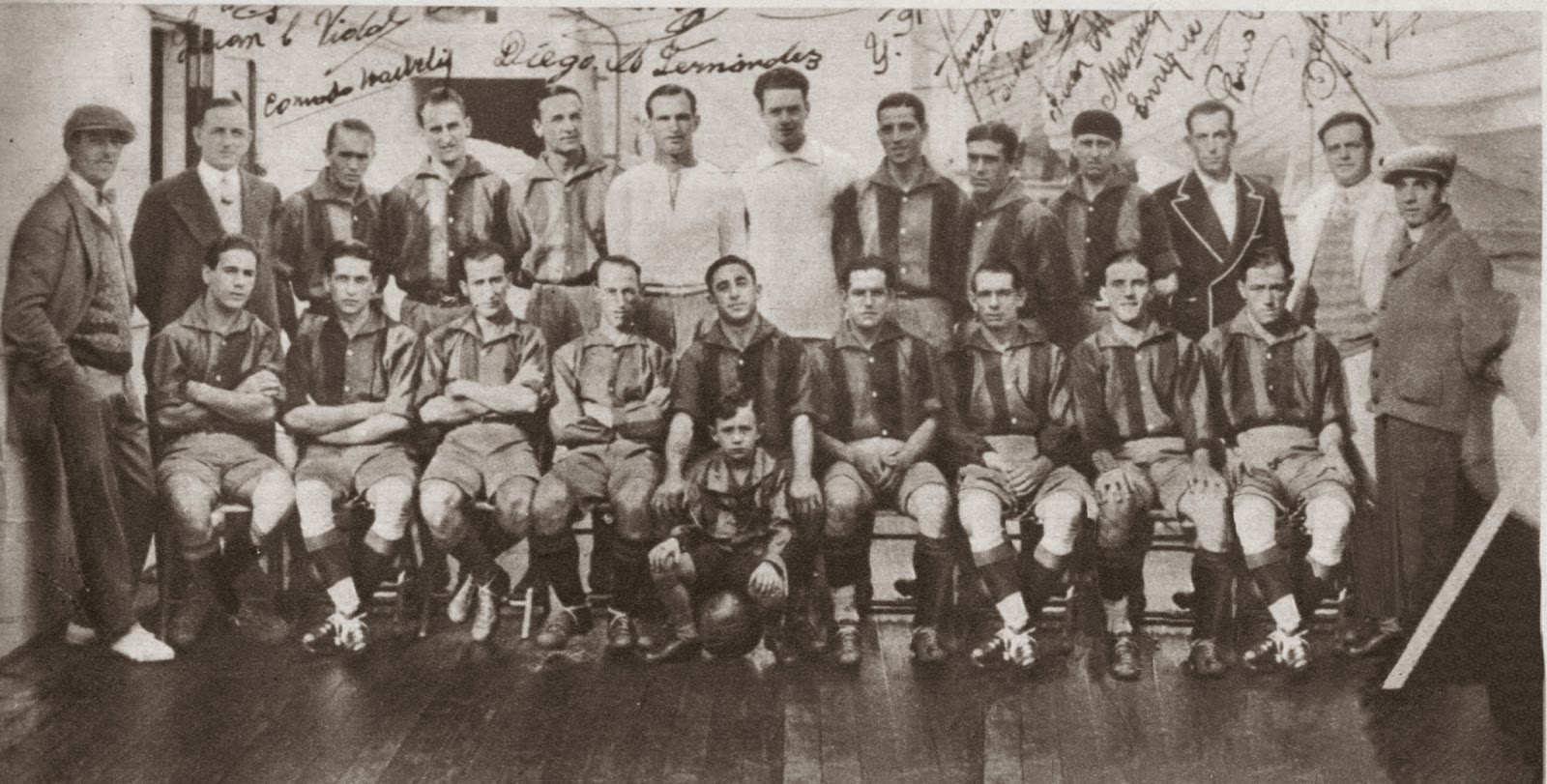
Bajnokcsapat 1927-ből

| # |         | Poszt | Név                 |
| - | ------- | ----- | ------------------- |
|   | Uruguay | K     | Enrique Ballestrero |
|   | Uruguay | V     | Pedro Arispe        |
|   | Uruguay | V     | Vital Ruffatti      |
|   | Uruguay | V     | José Magallanes     |
|   | Uruguay | V     | Pedro Aguirre       |
|   | Uruguay | V     | Pedro Cabrera       |
|   | Uruguay | KP    | Juan Miguel Labraga |
|   | Uruguay | KP    | Conrado Haeberli    |
|   | Uruguay | KP    | Roberto Figueroa    |
|   | Uruguay | CS    | Julio Nieto         |
|   | Uruguay | CS    | Luis Gaitán         |
|   | Uruguay | CS    | Conrado Bidegain    |

## Sikerlista

### Hazai
- 1-szeres uruguayi bajnok: 1927

## Érdekességek
A Rampla leghíresebb szurkolója Natalia Oreiro színésznő.

## Játékoskeret
2014-es szezon
| #  |         | Poszt | Név                 |
| -- | ------- | ----- | ------------------- |
| 1  | Uruguay | K     | Juan Marroco        |
| 2  | Uruguay | CS    | Francis Dalbenás    |
| 3  | Uruguay | V     | Emiliano García     |
| 4  | Uruguay | V     | César Vargas        |
| 5  | Uruguay | KP    | Maximiliano Arias   |
| 6  | Uruguay | V     | Maximiliano Montero |
| 7  | Uruguay | KP    | Jorge Anchén        |
| 8  | Uruguay | KP    | Bruno Barreto       |
| 9  | Uruguay | CS    | Gonzalo Malán       |
| 10 | Uruguay | KP    | Richard Nuñez       |
| 11 | Uruguay | CS    | Paul Dzeruvs        |
| 12 | Uruguay | K     | Danilo Saen         |
| 13 | Uruguay | V     | Danny Tejera        |

| #  |           | Poszt | Név              |
| -- | --------- | ----- | ---------------- |
| 14 | Uruguay   | CS    | Nicolás Vigneri  |
| 15 | Uruguay   | V     | Pablo Pereira    |
| 19 | Uruguay   | V     | Diego Galo       |
| 16 | Uruguay   | KP    | Diego Barboza    |
| 17 | Uruguay   | V     | Jonathan Piriz   |
| 18 | Uruguay   | KP    | Gonzalo Vega     |
| 21 | Uruguay   | V     | Marcel Román     |
| 22 | Uruguay   | V     | Emanuel Cuello   |
| 24 | Uruguay   | KP    | Gustavo Aprile   |
| 27 | Uruguay   | K     | Bernardo Long    |
|    | Argentína | KP    | Angel Piz        |
|    | Uruguay   | CS    | Flavio Scarone   |
|    | Uruguay   | CS    | Nicolás Raimondi |